# Riobé
 (janvier 2013).
Si vous disposez d'ouvrages ou d'articles de référence ou si vous connaissez des sites web de qualité traitant du thème abordé ici, merci de compléter l'article en donnant les références utiles à sa vérifiabilité et en les liant à la section « Notes et références ».

Riobé est une ancienne cité gallo-romaine, généralement identifiée à Châteaubleau, en Seine-et-Marne (France). Cependant, il semblerait que l'agglomération de Riobé soit plus à identifier avec le site du Chauffour, à Pécy, aujourd'hui détruit à plus de 90 % par l'ouverture d'une carrière dans les années 1980.

## Historique
Cette cité est mentionnée sur la Table de Peutinger. Agrippa, gendre de l'empereur Auguste (27 av. J.-C.-14 ap. J.-C.), établit un réseau de grandes voies de communication dont l'une des routes de la Via Agrippa, qui reliait Sens à Soissons — l'actuelle RD 209 qui relie Châteaubleau à Chailly-en-Brie —, passait près de ce lieu. 

## Archéologie
Les fouilles de l'association « La Riobé » ont mis au jour un théâtre, des fanums (lieux de culte), des zones d'habitation et d'artisanat, un sanctuaire des eaux.
Des fouilles récentes dans les années 1980-1990 ont mis au jour, au lieu-dit « Chauffour », les fondations d'une mansio (gîte d'étape de la poste romaine). Près de ce lieu-dit se trouve un hameau appelé « Les Orbies », dont le nom serait une déformation de Riobe. Cette dernière se serait donc bien trouvé au lieu-dit « Chaufour » sur le territoire communal de Pécy.